# 棕榈圈广场
棕榈圈广场（Circle of Palms Plaza）位于美国加利福尼亚州圣何塞市中心。它由一圈棕榈树组成，环绕着加利福尼亚州州徽。 

## 历史
圣何塞是加利福尼亚州最古老的定居点，可追溯到1777年，也是加州的第一个正式州府。加州的第一座州议会大厦是一座建于1830年左右的两层楼的土坯房酒店，并在1850年和1851年举行了首次立法会议。该议会大厦所在处即为现在的棕榈圈广场，登记为加利福尼亚历史标记461（California Historical Marker 461）。 

## 描述
棕榈圈广场是一圈棕榈树环绕着加州州印，位于圣何塞费尔蒙酒店（Fairmont San Jose Hotel）、KQED大楼（硅谷金融中心）和圣何塞艺术博物馆之间。州徽周围的混凝土上写有1849年州制宪会议上的名言。此次会议中，圣何塞被选为州首府。 

## 公众活动
每年冬天，圣何塞市中心协会都会在棕榈圈广场设立一个名为“圣何塞市中心冰场”（San Jose Downtown Ice）的户外溜冰场。  

## 图库

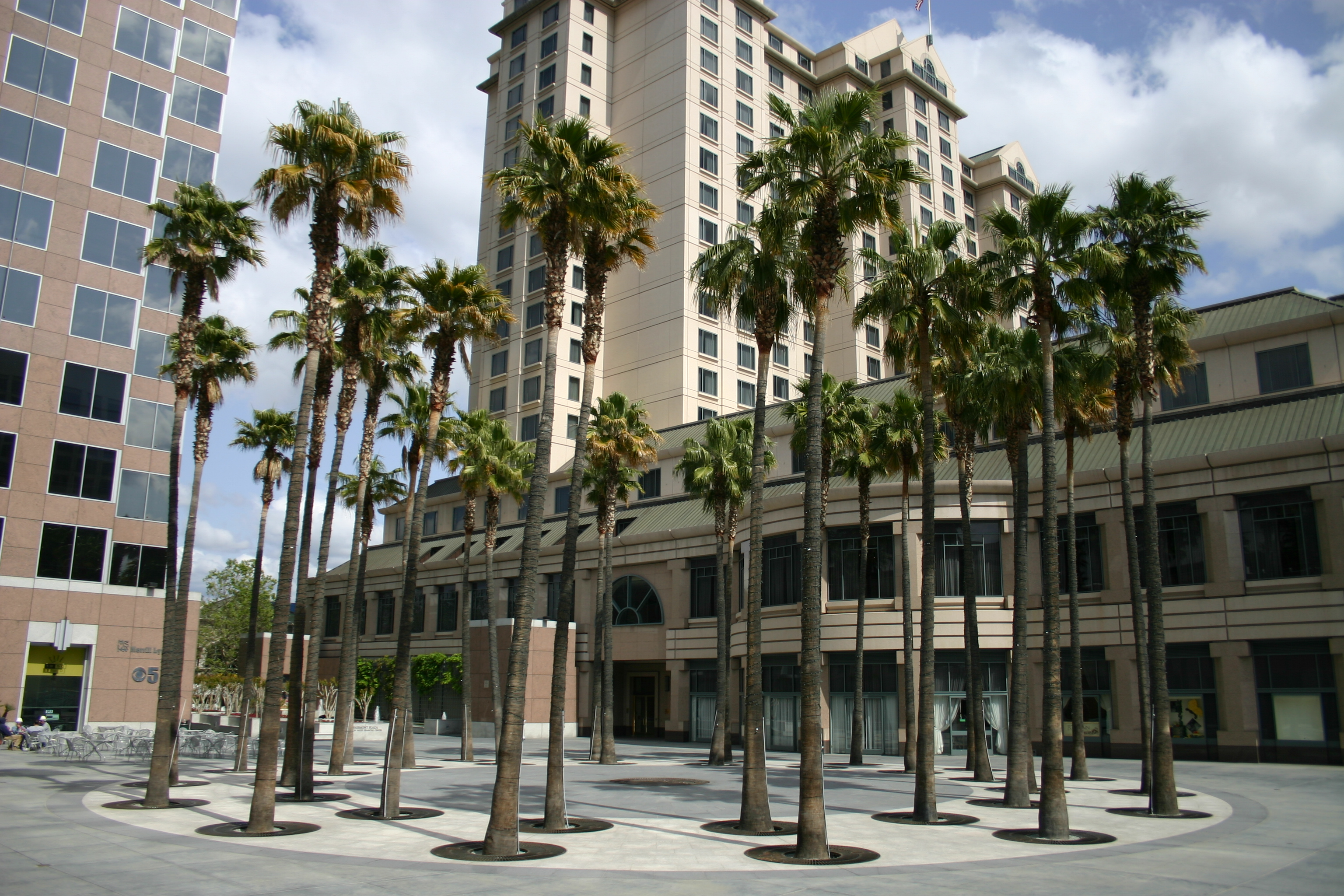
棕榈圈广场
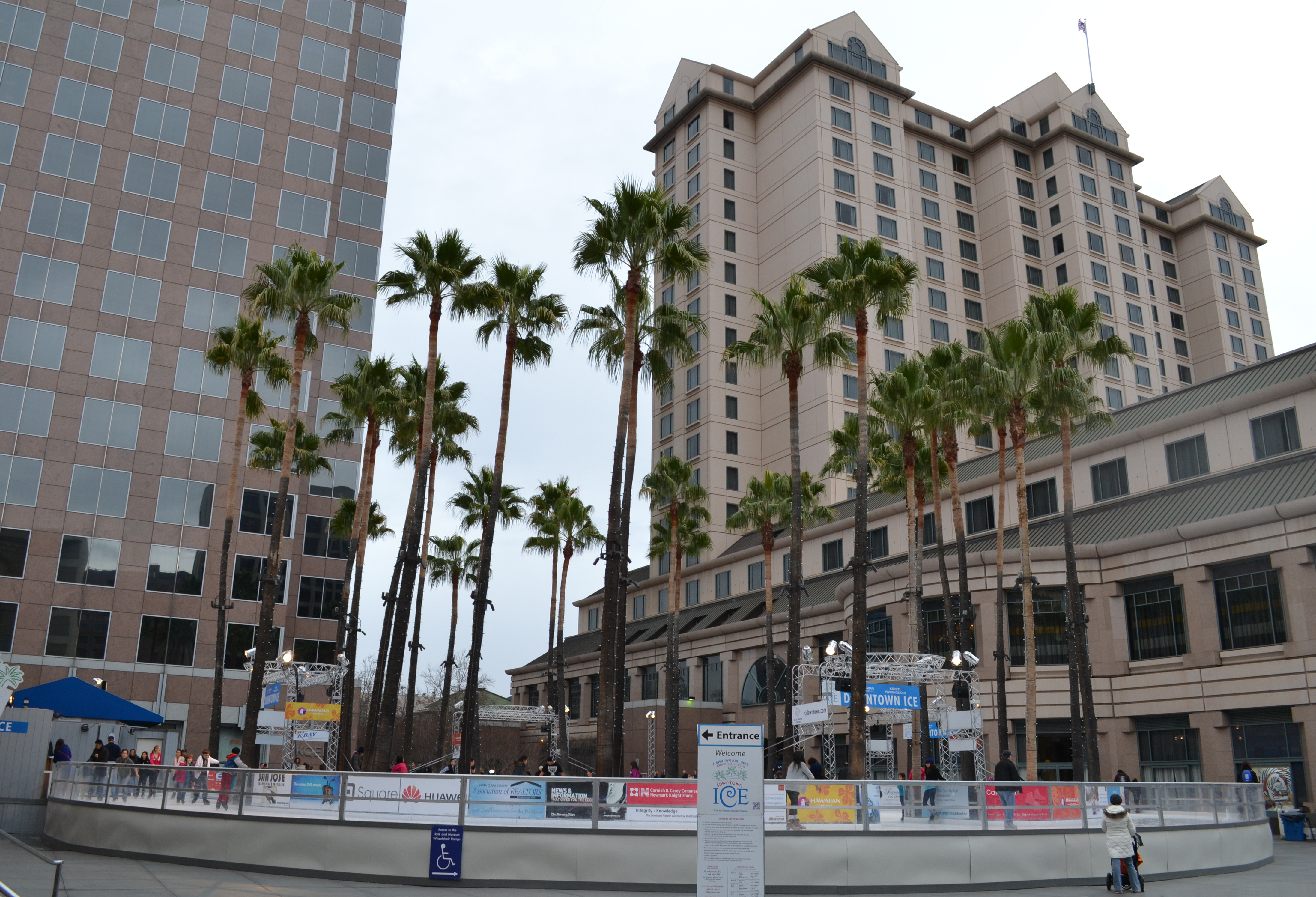
广场上的溜冰场
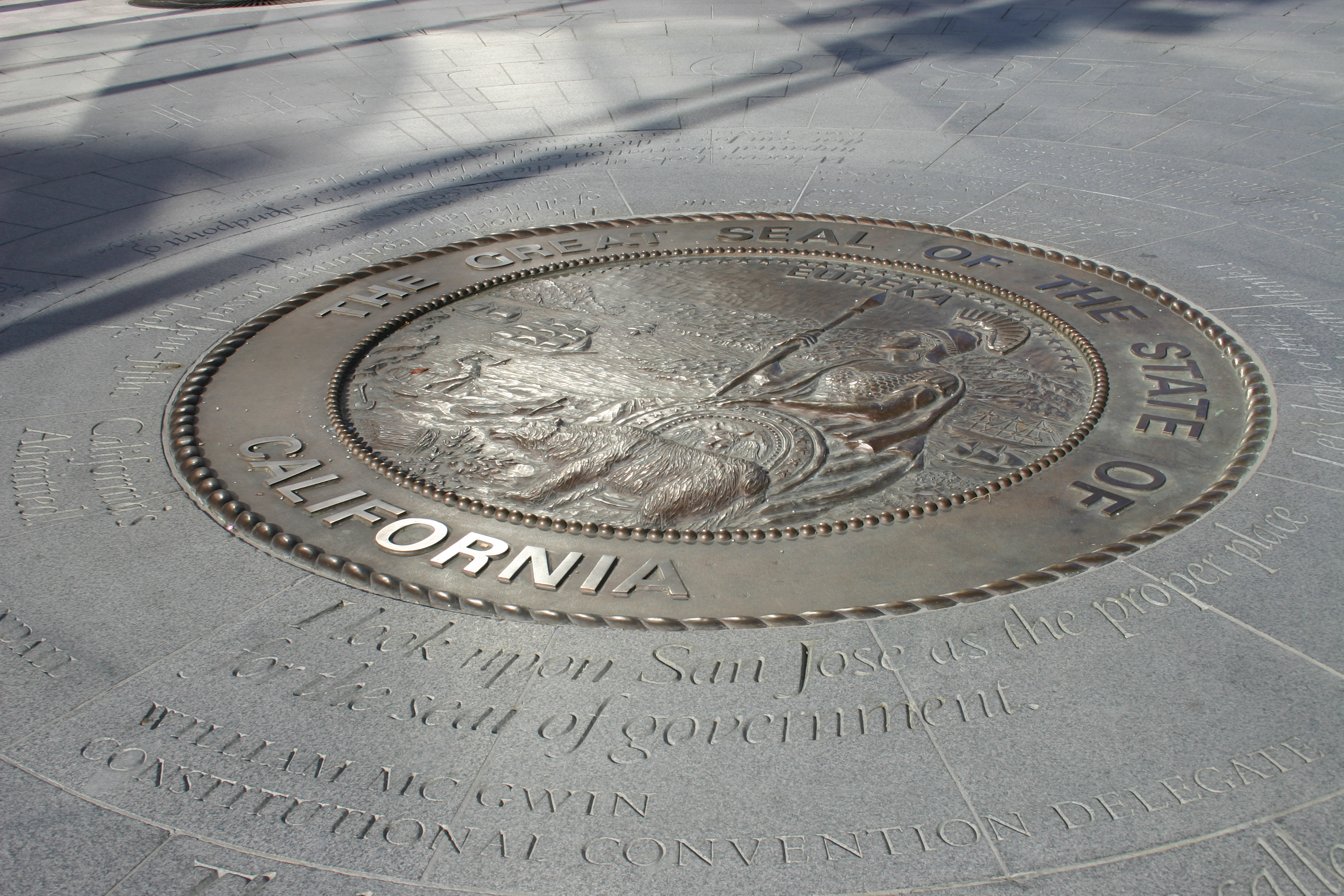
加利福尼亚州州徽
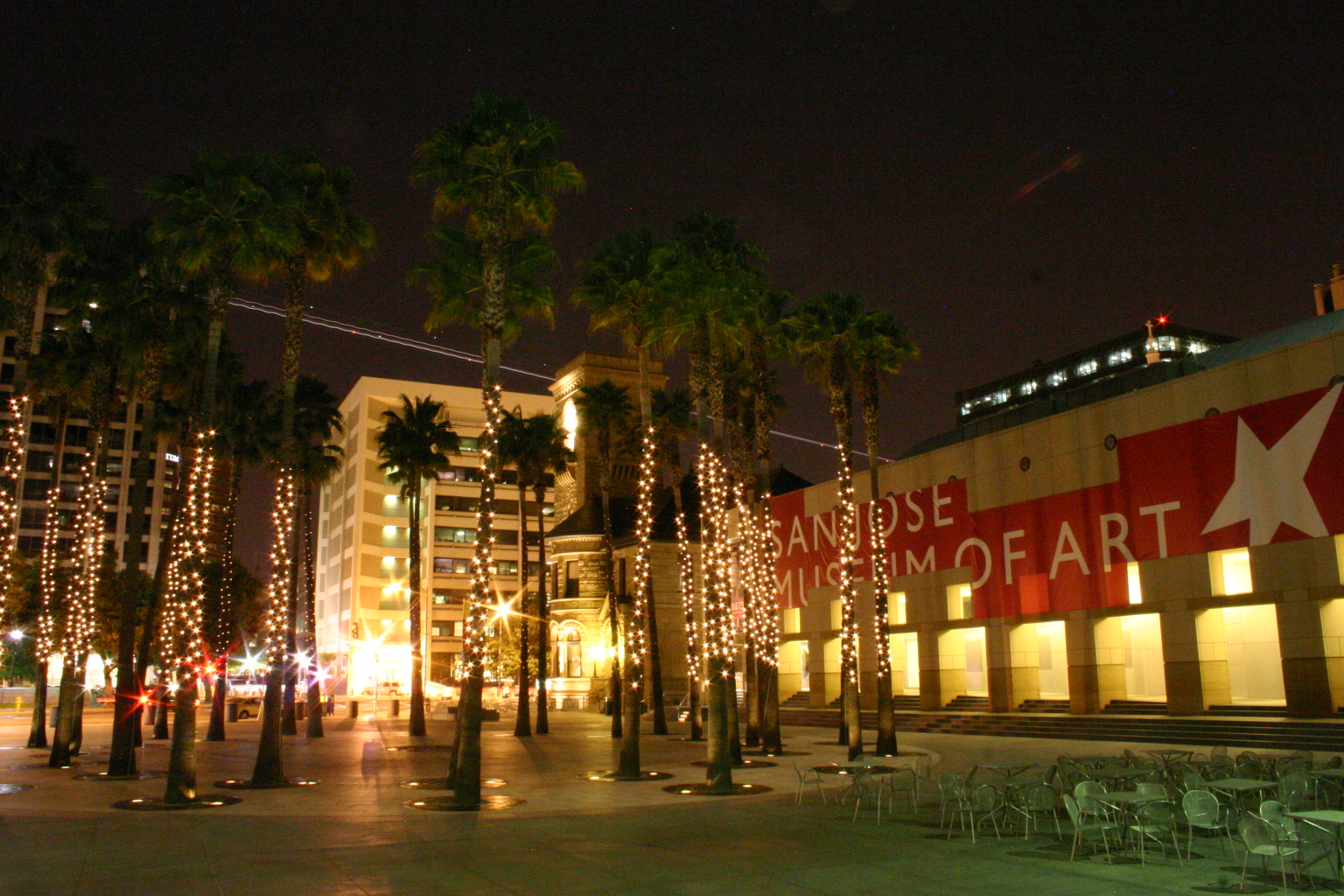
棕榈园广场和圣何塞艺术博物馆的夜景
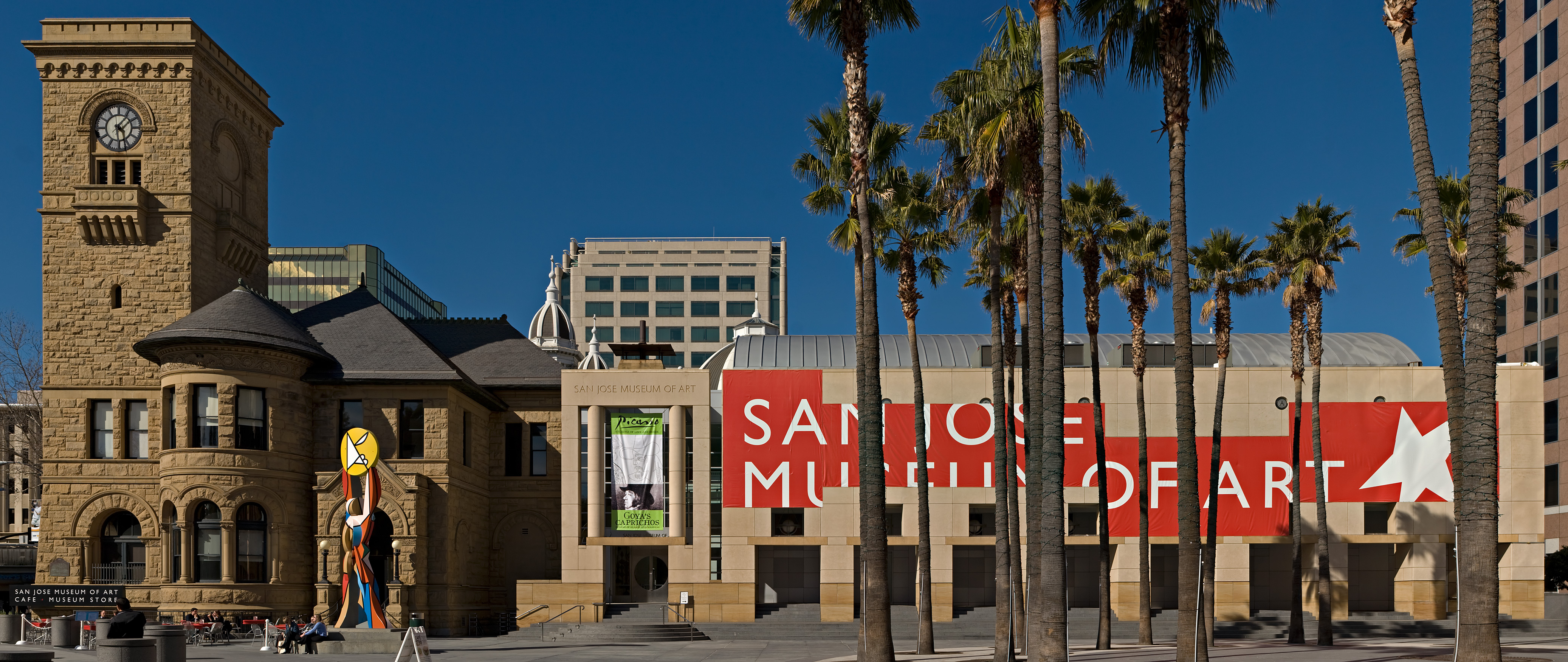
圣何塞艺术博物馆和棕榈圈
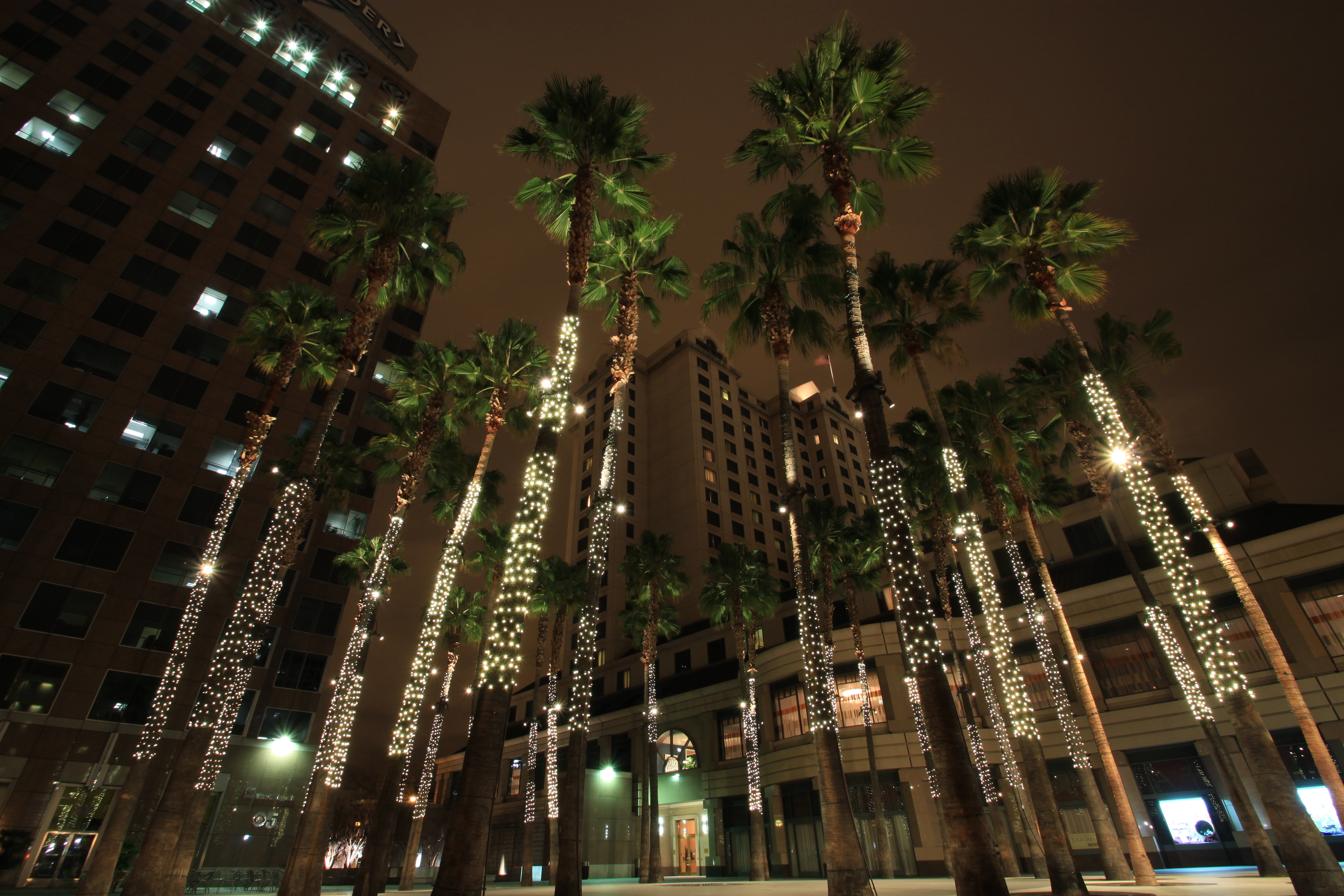
夜间的棕榈圈
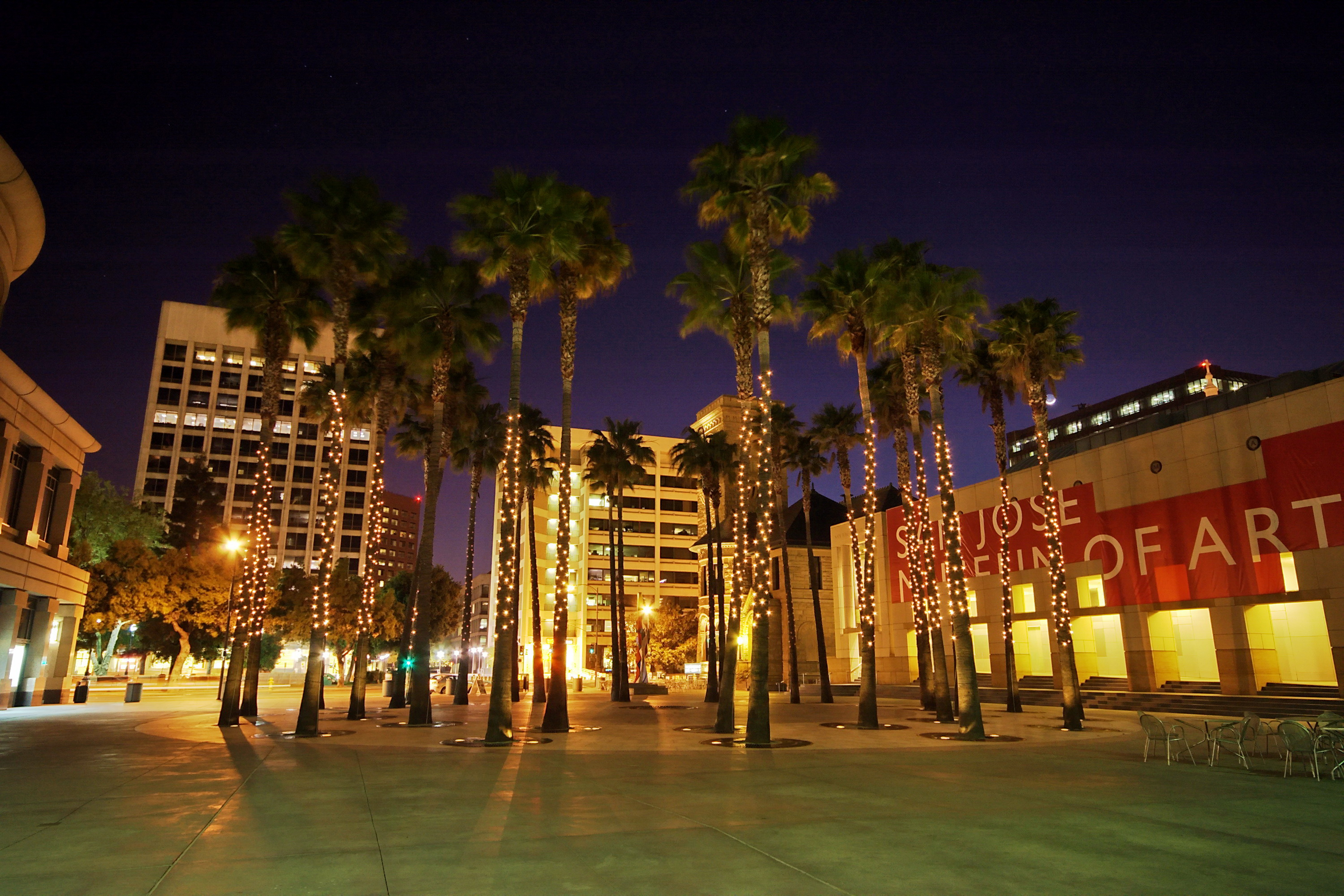
棕榈圈和圣何塞艺术博物馆